# Route nationale 622 (Espagne)
Pour les articles homonymes, voir Route nationale 622 (homonymie).
 (mars 2014).
Si vous disposez d'ouvrages ou d'articles de référence ou si vous connaissez des sites web de qualité traitant du thème abordé ici, merci de compléter l'article en donnant les références utiles à sa vérifiabilité et en les liant à la section « Notes et références ».
La N-622 est une route nationale espagnole qui relie Quintana del Puente (Palencia) à Lerma (Burgos). Longue de 41,2km, elle permet notamment de relier l'A-1 (Irún-Madrid) à l'A-62 (Portugal-Burgos). Un autre itinéraire de la route apparaît sous la même dénomination du P.K. 0 de la route, à Vitoria-Gasteiz, à l'échangeur avec l'AP-68, laissant ainsi à penser que l'organisme compétent dans la gestion des routes a nommé de manière identique deux routes complètement différentes.

## Historique
Anciennement, la N-622, sous le nom de C-110, débutait au niveau d'un carrefour avec la N-234 au droit d'Hortigüela, pour ensuite se diriger vers Lerma, où elle croisait la A-1/N-I. Obliquant vers l'ouest jusqu'à atteindre Quintana del Puente, elle y rencontrait la A-62/N-620, puis continuait vers le nord-ouest en passant par Fromista, où elle coupait la A-67/N-611. Son itinéraire se poursuivait alors vers Carrion de los Condes, où il s'achevait au carrefour avec la N-120. Cette route formait ainsi un axe transversal reliant les routes N-234, N-I, N-620, N-611 et N-120.
De nos jours, l'itinéraire a été réduit à la portion allant de Lerma à Quintana del Puente, le reste prenant les noms de BU-905 entre Hortigüela et Covarrubias, de BU-904 entre Covarrubias et Lerma, de P-413 entre Quintana del Puente et Cordovilla la Real, de P-412 entre Cordovilla la Real et Astudillo, de P-431 entre Astudillo et Fromista, et de P-980 entre Fromista et Carrion de los Condes.

## Itinéraire

### Villes desservies
La N-622 désert les principales villes :
- Quintana del Puente (km 1)
- Villahoz (km 26)
- Tordómar (km 32)
- Lerma (km 41)